# 恐怖の遊星魔人
『恐怖の遊星魔人』（きょうふのゆうせいまじん）は、水木しげるによる日本の漫画作品であり、1958年刊行の貸本漫画。

## 概要
水木しげるの別名義の一つ「東真一郎」の名で暁星書房から刊行された貸本向け単行本。当時の水木は主に兎月書房で描いており、他の出版社から本を出す時は別の名前を使用することが多かった。
本作は水木本人もその存在を忘れていた作品であり、「原稿を持って行って間もなく、暁星（出版社の名前）の親父が急死して倒産したので果たして本が出版されたのか、未だに分からない。」と述べていた。このような経緯から長らく「幻の本」と呼ばれていたが、その後現物が見つかり、籠目舎、青林堂から二度復刻版が発売された。（青林堂バージョンは「水木しげる叢書」の第10巻として発売。）籠目舎版は限定300部の完全復刻豪華本、青林堂版は予約販売のみと一般書店で売られる事はなかったが、2010年3月に小学館クリエイティブより初めて一般の刊行書として復刻された。

## あらすじ
「部利木 鬼太郎（ぶりき おにたろう）」は科学者の日本代表に選ばれるが、不当な理由で却下された事にプライドを傷つけられ、自殺をしてしまう。それから間もなく、フラフープで遊ぶ子供達が空に舞い上がり失踪する事件が多発。事件の捜査に向かった捜査主任の横山まで消えてしまい、息子の「横山一郎」は父を探すため事件を調べ始める。一方、政府は余知田総監に操作用のロケットQを作らせ宇宙へ出発させるが、余知田総監はロケットQを東京に向けて猛スピードで進み始める。余知田総監の正体は、死んだと思われていた「部利木鬼太郎」だった。日本征服を企てる鬼太郎が東京を破壊し始める中、横山一郎は鬼太郎出生の秘密を知る・・・。

## 主な登場人物
部利木 鬼太郎（ぶりき おにたろう）
ブリキ屋の息子。千年か2千年に1人しかいないような天才だが、醜い容姿と毒ガスのような口臭で人々に嫌われている。恨みを晴らす為、東京を破壊し始める。
横山 一郎
鬼太郎の友人。父の失踪を機に事件を調べ始めるが、鬼太郎が係わっている事を知る。
横山 正直
警視庁捜査主任。子供の失踪事件の捜査に気球で空へ向かうが、自身も失踪してしまう。
余知田総監（よちだそうかん）
事件の捜査を仕切りロケットQに乗り込むが、正体は鬼太郎による変装。本物の総監は顔の皮を剥がされ寝込んでいた。
絵良井博士（えらいはかせ）
横山一郎が鬼太郎の家で見つけた不思議な墨汁を調べ上げる。

## 書誌情報
- 『恐怖の遊星魔人 限定版BOX』（小学館クリエイティブ、2010年3月、ISBN 978-4-7780-3134-3）
- 『貸本漫画集(4) 恐怖の遊星魔人 他』（講談社〈水木しげる漫画大全集〉、2015年5月、ISBN 978-4-06-377534-1）